# Burmagomphus arboreus
Burmagomphus arboreus – gatunek ważki z rodziny gadziogłówkowatych (Gomphidae).